# Брызгалин, Кирилл Дмитриевич
Кири́лл Дми́триевич Брызга́лин (род. 14 декабря 1982, Сочи) — российский шахматист, международный гроссмейстер (2008), мастер спорта России по шахматам. Спортивный судья Всероссийской категории по шахматам (2017), международный арбитр FIDE по шахматам (2019)
Чемпион Краснодарского края как в личном, так и в командных зачетах, обладатель Кубка Края по быстрым шахматам, победитель и призёр международных соревнований, член сборной команды Краснодарского края среди мужчин. Вице-президент Сочинской городской физкультурно-спортивной общественной организации «Шахматная федерация».
Многократный участник Высшей лиги Чемпионата России по шахматам среди мужчин: Казань (2005), Улан-Удэ (2009), Таганрог (2011).
Участник командного Чемпионата России в составе команды Белгородского государственного университета: Дагомыс (2006).
Является активным судьёй шахматных турниров (в различных должностях) различного уровня, от муниципальных турниров, до Первенств Мира.,.
Участник чемпионата Европы по рапиду (2013) в Варшаве и открытого чемпионата мира ФИДЕ по рапиду (2018) в Санкт-Петербурге.

## Изменения рейтинга
| Графики недоступны из-за технических проблем. См. информацию на Фабрикаторе и на mediawiki.org. |